# سیس فور لپلاژ
شهر سیس فور لپلاژ (به فرانسوی: Six-Fours-les-Plages) در شهرستان ور در ناحیه پروانس آلپ-کوت دازور با جمعیت ۳۴٬۳۲۵ نفر در کشور فرانسه واقع شده‌است.